# Pelecopsis denisi
Pelecopsis denisi là một loài nhện trong họ Linyphiidae.
Loài này thuộc chi Pelecopsis. Pelecopsis denisi được Paolo Marcello Brignoli miêu tả năm 1983.